# Sight of Day
Sight of Day è il dodicesimo album in studio del gruppo progressive rock inglese Mostly Autumn, pubblicato nel 2017.

## Tracce
Edizione standard
1. Sight of Day – 14:33 (Bryan Josh)
2. Once Around the Sun – 5:08 (Josh)
3. The Man Without a Name – 3:50 (Olivia Sparnenn-Josh)
4. Hammerdown – 6:05 (Josh)
5. Changing Lives – 6:17 (Chris Johnson)
6. Only the Brave – 5:35 (Josh, Sparnenn-Josh)
7. Native Spirit – 10:27 (Josh)
8. Tomorrow Dies – 7:20 (Iain Jennings, Josh)
9. Raindown – 8:01 (Josh)
10. Forever and Beyond – 6:17 (Josh)

Edizione limitata (bonus)
1. No Sense – 5:22 (Josh)
2. Back in Time – 4:45 (Josh, Sparnenn-Josh)
3. Heart, Body and Soul – 4:58 (Sparnenn-Josh)
4. Moments – 5:37 (Jennings, Josh, Sparnenn-Josh)
5. Pushing Down the Floor – 4:20 (Johnson)
6. July (instrumental) – 6:20 (Josh)
7. In Time – 3:52 (Johnson)

## Formazione

### Mostly Autumn
- Bryan Josh – voce, chitarra, tastiera
- Olivia Sparnenn-Josh – voce, tastiera, tambourine
- Iain Jennings – tastiera, organo
- Andy Smith – basso
- Alex Cromarty – batteria, percussioni
- Chris Johnson – voce, chitarra, tastiera, tambourine
- Angela Gordon – flauto, fischio, recorder, cori

### Personale aggiuntivo
- Troy Donockley – uilleann pipes, fischio
- Anna Phoebe – violino